# Richard Einhorn
Richard Einhorn (1952) è un compositore statunitense.
Ha composto musiche per film, serie televisive e documentari, tra cui: L'occhio nel triangolo e La casa sulle colline.

## Filmografia parziale

### Cinema
- L'occhio nel triangolo (Shock Waves), regia di Ken Wiederhorn (1977)
- Don't Go in the House, regia di Joseph Ellison (1980)
- Rosemary's Killer (The Prowler), regia di Joseph Zito (1981)
- Blood Rage, regia di John Grissmer (1987)
- Omicidio allo specchio (Dead of Winter), regia di Arthur Penn (1987)
- I delitti della palude (Sister, Sister), regia di Bill Condon (1987)
- La casa sulle colline (A House in the Hills), regia di Ken Wiederhorn (1993)

### Televisione
- Un salto nel buio (Tales from the Darkside) - serie TV, 2 episodi (1986)
- ABC Weekend Specials - serie TV, 1 episodio (1995)